# Cameline
La cameline es una salsa elaborada en la cocina medieval a base de jengibre. 
Se trata de un condimento muy popular que se extendió a lo largo de Europa. Descrita en varios tratados de cocina europea occidental desde el siglo XIII hasta el XV. Un ejemplo es el Le viandier de Taillevent (c. 1440) En el Llibre de Sent Soví referencia de la cocina catalana se denomina gingebrada (receta 53) Se elabora con especias como los granos del paraíso (Aframomum melegueta), se menciona para su elaboración el rallado de jengibre (Zingiber officinale), al que se le añade la canela (Cinnamomum verum), resina de mástique, pimienta larga (Piper longum), un poco de pan duro remojado durante un cierto tiempo en vinagre. La miga remojada hace de sustento de la salsa, las especias se suelen moler en un mortero. Algunos autores ponen en duda el empleo de vinagre en la receta de esta salsa medieval, en su lugar reivindican el verjuice como aporte ácido original. Algunas recetas de fiambres medievales suelen encurtirse mediante esta salsa empleada como marinado, son los denominados brewets (bruet): se trata de los bruet de carne. Algunas variantes denominadas camelina de ajos, en lugar de emplear un rallado de jengibre, usan ajo (Allium sativum). 